# Eva Poll

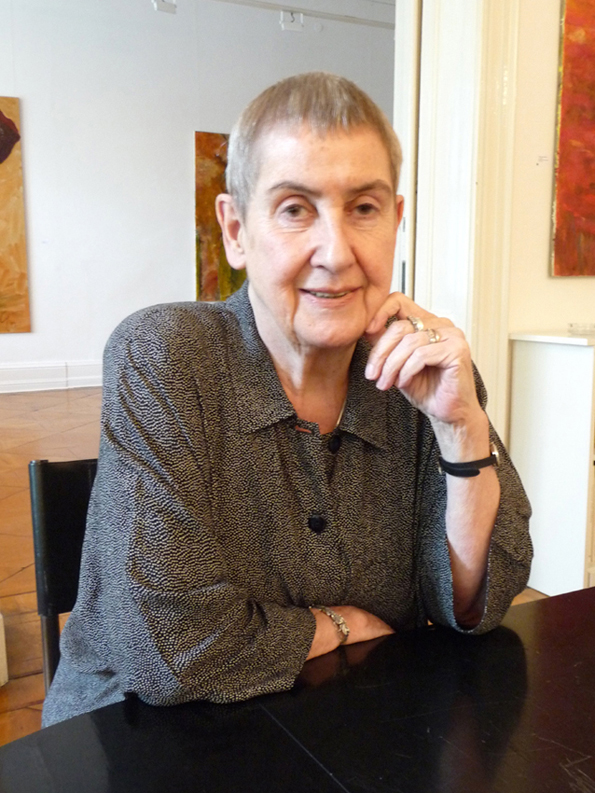
Eva Poll (2009)

Eva Poll, geborene Keller (* 12. August 1938 in Aachen) ist eine deutsche Galeristin und Kuratorin.

## Leben und Werk
Eva Keller wuchs in Aachen auf, wo sie nach dem Abitur an der Pädagogischen Hochschule Aachen eine Ausbildung zur Grundschullehrerin abschloss. Von 1959 bis 1963 war sie im benachbarten Stolberg an einer Volksschule für Jungen tätig. 1963 heiratete sie den Juristen und späteren Verleger Lothar C. Poll und zog nach Berlin. Dort unterrichtete Eva Poll als Lehrerin an einer Grundschule in Berlin-Neukölln, bis 1966 ihre Tochter Nana geboren wurde. 1968 gründete sie mit ihrem Ehemann in der Charlottenburger Niebuhrstraße die Galerie Poll, die aus der Freundschaft mit den Künstlern von Großgörschen 35 hervorging.

### Kunst- und kulturpolitisches Engagement

Eva Poll (2012)

1969 war Eva Poll Mitbegründerin und von 1976 bis 1982 Vorsitzende der Interessengemeinschaft Berliner Kunsthändler (der Vorgängerin des heutigen Landesverbandes), die Ende der 1960er Jahre parallel zu Köln in Berlin die ersten Messen für zeitgenössische Kunst veranstaltete. Danach war sie einige Jahre im Kunstbeirat des Senats tätig, hat die Vergabe des Otto-Nagel-Preises, mit Ausstellung und Förderstipendium, mit initiiert. Sie arbeitet u. a. im Vorstand des von Günter Grass gestifteten Daniel-Chodowiecki-Preises, in der von ihr 1986 mit gegründeten Kunststiftung Poll und hat als Kuratorin zahlreicher Ausstellungen in Museen in Deutschland und im europäischen Ausland sowie in Goethe-Instituten weltweit Zeichen gesetzt. Des Weiteren sitzt sie auch im Vorstand der Morgenstern-Stiftung.

## Auszeichnungen
- 1993: Verdienstkreuz am Bande der Bundesrepublik Deutschland als „Wegbereiterin der realistischen Malerei“ (so der ehemalige Kultursenator Ulrich Roloff-Momin zur Verleihung des Verdienstordens der Bundesrepublik).[3]
- 2008: Ehrenpräsidentschaft des Landesverbandes Berliner Galerien[4]

## Herausgeberschaft (Auswahl)
- Berlin-Suite - Ian Colverson / Denis Masi, Text von Heinz Ohff. Berlin 1971.
- von 1976 bis 1982: Berliner Kunstblatt. Informationsmagazin über die Kunst in Berlin. Interessengemeinschaft Berliner Kunsthändler.
- Positionen des Realismus – 1967–1972–1987. Texte von Günter Grass, Uwe M. Schneede und Bernhard Schulz. Berlin 1987, ISBN 978-3-931759-15-5.
- Szene Moskau. Vier Maler – Vier Positionen. Berlin 1988, ISBN 978-3-931759-12-4.
- Ralf Kerbach - „Blickfelder - Wegblicke“, Text von Reinhard Stangl. Berlin 1996.
- Spurensicherung – Zwischen Figuration und Abstraktion. Becky Sandstede, Hermann Kirchberger, Christel Poll. Berlin 2005, ISBN 978-3-931759-02-5.
- Volker Stelzmann – Versuchsanordnungen, Monographie mit Texten von Eduard Beaucamp, Dieter Hoffmann und Maurizio Vanni. Berlin 2007, ISBN 978-3-925782-54-1 (deutsch/englisch/italienisch).

## Mitgliedschaften
Neuer Berliner Kunstverein (N.B.K.), Freundeskreise des Deutschen Theaters, des Hauses am Waldsee, der Berlinischen Galerie.